# Dzieciaki z High School Musical
Dzieciaki z High School Musical / Odszukać siebie (ang. Alice Upside Down, 2007) – amerykański film familijny. Film jest emitowany za pośrednictwem telewizji ZigZap pod tytułem "Odszukać siebie".

## Opis fabuły
Osierocona w dzieciństwie przez matkę nastoletnia Alice McKinley (Alyson Stoner) razem z ojcem Benem (Luke Perry) i bratem Lesterem (Lucas Grabeel) przeprowadza się do innego miasta. Dziewczyna przeżywa kolejny wstrząs. W nowej szkole trafia do klasy pani Plotkin (Penny Marshall), która jest postrachem wszystkich uczniów. Niebawem okazuje się, że nie radzi sobie z nauką i lekcjami. Ku jej zdziwieniu w najtrudniejszej chwili pomaga jej wychowawczyni.

## Obsada
- Alyson Stoner – Alice McKinley
- Luke Perry – Ben McKinley
- Lucas Grabeel – Lester McKinley
- Monica Parks – Pani Price
- Penny Marshall – Pani Plotkin
- Alexandria Basso – Marilyn
- Danielle Champion – Student #1
- Ann Dowd – Ciocia Sally
- Ashley Eckstein – Panna Cole
- Anthony Engle – Jared
- John Golden – Joe
- Jilanne Klaus – Kelly
- Parker McKenna Posey – Elizabeth
- Dylan McLaughlin – Patrick
- Bridgit Mendler – Pamela
- Joshua Olson – Mark
- Belinda Quimby – Marie
- Marcus Smith – Student #2
- Amy Sparrow – Jessica
- Jona Xiao – Loretta